# Michael III. (Byzanz)

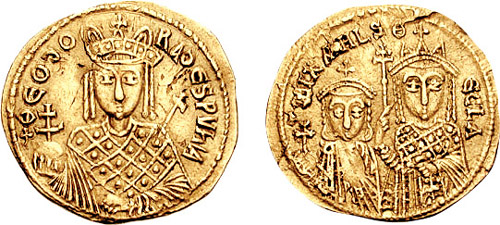
Diese Münze wurde während der Regentschaft von Theodora geprägt und zeigt deren hervorgehobene Rolle. Michael wird nur auf der Rückseite dargestellt und steht selbst hier im Schatten seiner Schwester Thekla.

Michael III. (mittelgriechisch Μιχαήλ Γʹ, genannt Μεθυστής Methystes oder Μέθυσος Methysos „Säufer“; * 839 (oder 9./10. Januar 840) in Konstantinopel; † 23. September 867 ebenda) war byzantinischer Kaiser von 842 bis 867, davon waren die Jahre bis 857 unter der Regentschaft seiner Mutter Theodora II.

## Leben
Michael war der jüngste Sohn des Theophilos und damit Enkel Michaels II. Beim Tod seines Vaters, dem er 842 als byzantinischer Kaiser nachfolgte, war er erst zwei Jahre alt. Sein älterer Bruder Konstantin war bereits vor 836 gestorben. Während Michaels Minderjährigkeit wurde das Reich von seiner Mutter Theodora II. und dem Eunuchen Theoktistos regiert, denen es gelang, die Grenzen gegen die Araber zu halten, obwohl ihre Generäle mehrere Niederlagen hinnehmen mussten. Die Regentin zeigte ihre religiöse Parteinahme, indem sie im Jahr 843 die Bilderverehrung wieder zuließ (siehe Byzantinischer Bilderstreit) und die Paulikianer verfolgte. Andererseits vernachlässigte sie die Erziehung ihres Sohnes.
Michael wuchs in Ausschweifungen auf und geriet unter den Einfluss seines Onkels Bardas, der ihn 856 veranlasste, Theodora und ihre Töchter Thekla, Anna, Anastasia und Pulcheria in ein Kloster zu schicken. 857 ergriff Michael selbst die Macht. Er war der letzte Kaiser der amorischen Dynastie.
Bardas ernannte Photios zum Patriarchen von Konstantinopel und rechtfertigte sein Kaisertum, indem er interne Reformen voranbrachte, während Michael selbst aktiven Anteil an den Feldzügen nahm. Während eines Konflikts mit den Arabern am Euphrat (856–863) erlitt der Kaiser 860 eine persönliche Niederlage, die 863 durch einen großartigen Sieg seines Onkels Petronas über den Emir von Melitene und die abtrünnigen Paulikianer unter ihrem Anführer Karbeas in der Schlacht am Lalakaon wieder ausgeglichen wurde. Im selben Jahr erreichte Byzanz den Übertritt des bulgarischen Herrschers Boris I. zum Christentum. Dabei wurde Michael III. Pate des bulgarischen Knjas, Boris I. nahm auch den Taufnamen Michael an.
Vom Meer her litt das Reich unter den Verwüstungen der kretischen Piraten. Auf Sizilien kamen die Eroberungen der Araber voran. 860 gefährdete der erste Raubzug der Kiewer Rus den Bosporus, der Raubzug konnte aber abgewehrt werden. Der Konflikt mit der römischen Kirche unter Papst Nikolaus I. wurde unter Michael III. verschärft, als Kyrill und Method von Saloniki die Mission bei den Slawen aufnahmen.
867 wurde Michael von seinem Günstling Basileios ermordet, einem früheren Stallknecht, der 865 Bardas’ Einfluss überwunden hatte und 866, eventuell zusammen mit Basiliskianos, an der Regierung des Reichs beteiligt worden war. Basileios wurde danach sein Nachfolger als byzantinischer Kaiser.